# Applause of a Distant Crowd
Applause of a Distant Crowd è il secondo album in studio del gruppo musicale danese Vola, pubblicato il 12 ottobre 2018 dalla Mascot Label Group.

## Descrizione
Si tratta del primo album del gruppo con il batterista Adam Janzi, entrato l'anno precedente in sostituzione di Felix Ewert, e rappresenta il risultato di un processo musicale che ha visto i Vola direzionarsi verso sonorità più vicine al rock progressivo, grazie all'abbondante utilizzo di elementi tipici della musica elettronica e di un maggiore uso del cantato melodico da parte di Asger Mygind. Le incursioni djent tipiche del primo album Inmazes sono state pertanto ridotte ai soli brani Smartfriend e Whaler.

Tale cambiamento si è reso evidente anche nei testi dei dieci brani che compongono l'album, come osservato da Mygind:
Il titolo scelto per l'album, come osservato da Janzi, riflette l'«esigenza che tutti abbiamo di ottenere approvazione sui social media e di come questo abbia modellato le nostre relazioni. Cerchiamo continuamente lodi attraverso la tecnologia, mentre molte di queste interazioni potrebbero non trasformarsi mai in relazioni fruttuose. Invece riceviamo lodi e applausi costanti da parte di una "folla lontana" (e apparentemente digitale)».

## Promozione
Nel periodo antecedente alla pubblicazione dell'album i Vola hanno presentato i videoclip per i brani Smartfriend, Ghosts e Alien Shivers, resi disponibili attraverso YouTube tra il 7 agosto e il 3 ottobre 2018. Nel corso del 2019 sono stati pubblicati anche il lyric video di Whaler e il video ufficiale di Ruby Pool.
Tra febbraio e marzo 2019 il gruppo ha eseguito alcuni brani di Applause of a Distant Crowd durante la loro partecipazione al European Vector Studies 2019 degli Haken, nel quale si sono esibiti come artisti d'apertura. Il 6 aprile hanno invece preso parte all'evento Heart Sound Metal Fest, organizzato dall'associazione nonprofit Heart Sound con lo scopo di raccogliere fondi per aiutare le persone affette da leucemia. A giugno hanno invece supportato i Dream Theater durante le loro date a Dresda e Berlino, mentre il 19 luglio hanno aperto il concerto degli Anathema svoltosi al Grand Central Hall di Liverpool.
Nel mese di settembre 2019 i Vola hanno intrapreso la prima tournée da headliner, venendo supportati dagli Arch Echo e dai Rendezvous Point e portando al debutto una scaletta più estesa composta da gran parte dei brani di Applause of a Distant Crowd e altri tratti da Inmazes e Monsters.

## Tracce
Testi e musiche di Vola.
1. We Are Thin Air – 4:06
2. Ghosts – 3:58
3. Smartfriend – 4:18
4. Ruby Pool – 4:09
5. Alien Shivers – 4:20
6. Vertigo – 4:04
7. Still – 4:09
8. Applause of a Distant Crowd – 5:29
9. Whaler – 5:27
10. Green Screen Mother – 2:36

## Formazione
Gruppo
- Asger Mygind – chitarra, voce
- Nicolai Mogensen – basso
- Martin Werner – tastiera
- Adam Janzi – batteria

Produzione
- Asger Mygind – produzione, ingegneria del suono, missaggio
- Chris Heyman Zinckernagel – ingegneria alla registrazione della batteria
- Andy VanDette – mastering